# Urs Widmer (Politiker)

Urs Widmer (1986)

Urs Widmer (1984)

Urs Widmer (geboren am 20. Dezember 1927 in Winterthur; gestorben am 2. September 2018 ebenda) war ein Schweizer Politiker (DP, ab 1971 FDP). Er war von 1966 bis 1990 während 24 Jahren Stadtpräsident von Winterthur und damit der bisher am zweitlängsten amtierende Stadtpräsident.

## Lebenslauf
Urs Widmer wurde am 20. Dezember 1927 als dritter Sohn von Hans Widmer, der selbst von 1930 bis 1939 als Stadtpräsident wirkte, und Hanna Widmer-Schoellhorn geboren und wuchs im Doktorhaus in Winterthur-Töss auf. Ab 1934 besuchte er die Schulen in Töss, 1939 verliert er im Alter von zwölf Jahren seinen Vater. Neben dem Tod seines Vaters prägte Widmer auch ein beim Kugelstossen im Gymnasium erlittener Schädelbruch. 1946 immatrikulierte er sich an der ETH Zürich und schloss 1950 sein Studium als Bauingenieur ab. Danach arbeitete er zunächst im erlernten Beruf bei Geilinger & Cie. in Winterthur, danach 1952 bei Seeberger & Cie. in Frutigen und in den Jahren 1953 und 1954 in den USA bei Othmar H. Ammann in New York sowie bei Robert D. Dewell in San Francisco. Nach zwei Jahren in den USA kehrte er in die Schweiz zurück und arbeitete für eine Badener Firma Motor-Columbus als Bauführer im Mattertal unter anderem beim Bau von Wasserkraftwerken mit. 1957 heiratete er Anne-Marie Rinderknecht aus Kloten, der Ehe entsprangen je zwei Söhne und Töchter. 1958 kehrte er nach Winterthur zurück und betrieb dort bis zu seiner Wahl zum Stadtpräsidenten ein eigenes Ingenieurbüro.
Zurück in Winterthur wurde er am 21. Januar 1962 für die Demokratische Partei, der bereits sein Vater angehörte, in den Grossen Gemeinderat gewählt. Dort gehörte er der Rechnungsprüfungskommission an und hielt das Referat für das Bauamt. Bereits im ersten Jahr wurde dabei die von Stadtrat Heinrich Zindel vorangetriebene Überbauung Gutschick im Gemeinderat behandelt und auch Landabtretungen für den Bau der Autobahn A1 fielen in sein Referat. Nach dem Rücktritt des bisherigen Präsidenten der Rechnungsprüfungskommission übernahm er am 20. Mai 1963 den Kommissionsvorsitz und neu das Referat über das Finanz-, Steuer- und Personalamt.
Urs Widmer wurde von der Demokratischen Partei am 1. Oktober 1965 als Kandidat fürs Stadtpräsidium nominiert, in der parteiinternen Ausmarchung setzte er sich mit einem knappen Mehr gegen den späteren Generaldirektor der Zürcher Kantonalbank, Richard Müller, durch. Kurze Zeit nach den Demokraten nominierte die Sozialdemokratische Partei mit Arthur Bachmann seinen Gegenkandidaten, der wie Widmer gleichzeitig auch erstmals für den Stadtrat kandidierte und den dritten Sitz der Sozialdemokraten in der Regierung verteidigen soll. Im Vergleich zum bürgerlichen Kandidaten Widmer hat sich Bachmann auch in der Stadtpolitik zuvor weniger hervorgetan. Bei den Wahlen vom 24. April 1966 konnte sich Widmer dann auch durchsetzen, während sein Konkurrent Bachmann bei den Stadtratswahlen zwar gewählt wurde, aber als Überzähliger ausschied.
Widmer übernahm das Amt des Stadtpräsidenten zur Zeit der Hochkonjunktur in Winterthur, die bis Mitte der 70er-Jahre anhielt. Danach begann die Rezession und Winterthur war wieder vermehrt mit wirtschaftlichen und sozialen Problemen konfrontiert. Als Stadtpräsident war ihm unter anderem die Förderung des kulturellen Lebens ein Anliegend, er war massgebend an der Gründung des stadteigenen Theater Winterthur beteiligt und war ein Förderer des Technoramas, dessen Stiftungsratspräsident er war. Auch leitete er eine Reorganisation der Winterthurer Bibliotheken ein. 1970 zeichnet er sich im Rahmen der 700-Jahr-Feierlichkeiten als Vorsitzender des Albanifestkomitees verantwortlich für die Organisation des ersten Albanifest der Neuzeit. In den Jahren 1980 bis 1982 leitete er auf Empfehlung des Städteverbands und durch Berufung des Bundesrats das nationale Komitee der Stadterneuerungskampagne des Europarats, ausserdem gehörte er ab 1981 dem Vorstand des Schweizerischen Städteverbands an. Neben dem Albanifest förderte er auch weitere Volksfeste während seiner Amtszeit, darunter zwei kantonale Schützenfeste, das Eidgenössische Turnfest 1984, das Eidgenössische Musikfest 1986 und das Eidgenössische Schützenfest 1990. Vielfach war er dabei auch selbst als OK-Präsident tätig. 1990 trat er aus Altersgründen nicht mehr zur Wiederwahl an, sein Nachfolger wurde der Freisinnige Martin Haas.
Nach seinem Rücktritt als Stadtpräsident übernahm Widmer das Präsidium des Kunstverein Winterthur, das er bis 1998 innehatte. Bereits während seiner Zeit als Stadtpräsident leitete er von 1975 bis 1986 die Gesellschaft für Schweizerische Kunstgeschichte. 2000 verstarb seine Ehefrau, mit der er vier Kinder hatte. Er beschäftigte sich mit der Geschichte der Stadt Winterthur, war als Stadtführer tätig und baute ab 2006 zusammen mit Heinz Bächinger das Winterthur Glossar auf, eine Online-Enzyklopädie rund um die Stadt Winterthur.
Widmer verstarb am 2. September 2018 nach kurzem Spitalaufenthalt in Winterthur. Zuletzt lebte Widmer im ehemaligen Atelier des Malers Hans Schoellhorn in Winterthur, die Winter verbrachte er öfters in seinem Ferienhaus in Valbella.

## Politische Positionen
Widmer galt als volksnaher Politiker. Er galt als wirtschafts- und fortschrittsfreundlich, stand aber in manchen sozialen Fragen der SP näher als der FDP. Die Kulturpolitik war ihm ein Anliegen.
Obwohl er die Fusion mit der FDP 1971 zunächst begrüsste, kühlte das Verhältnis zur freisinnigen Partei allmählich ab und Widmer betrachtete die Fusion noch im Amt eher als Fehler denn als Fortschritt – Unterstützung in politischen Fragen fand er so auch vielfach bei der SP. Aus der FDP trat Widmer nach Beendigung seiner politischen Karriere wieder aus.

## Werke
- Urs Widmer (Hrsg.): Anerkennungsgaben der Stadt Winterthur 1956-1981 (= Neujahrsblatt der Stadtbibliothek Winterthur. Nr. 314). Buchhandlung Vogel, Winterthur 1984.
- Die Tössbrücken von Winterthur. Buchhandlung Vogel, Winterthur 1996, ISBN 3-85961-051-1.
- Gesprochenes. ein Viertel-Jahrhundert Stadtgeschichte Winterthur. Buchhandlung Vogel, Winterthur 2007, ISBN 978-3-85961-066-8.